# Mimodoxa dryina
Mimodoxa dryina är en fjärilsart som beskrevs av Oswald Beltram Lower 1901. Mimodoxa dryina ingår i släktet Mimodoxa och familjen plattmalar. Inga underarter finns listade i Catalogue of Life.